# Tillandsia kessleri
Tillandsia kessleri är en gräsväxtart som beskrevs av Hans Edmund Luther. Tillandsia kessleri ingår i släktet Tillandsia och familjen Bromeliaceae. Inga underarter finns listade i Catalogue of Life.